# Niemieckie Czechy

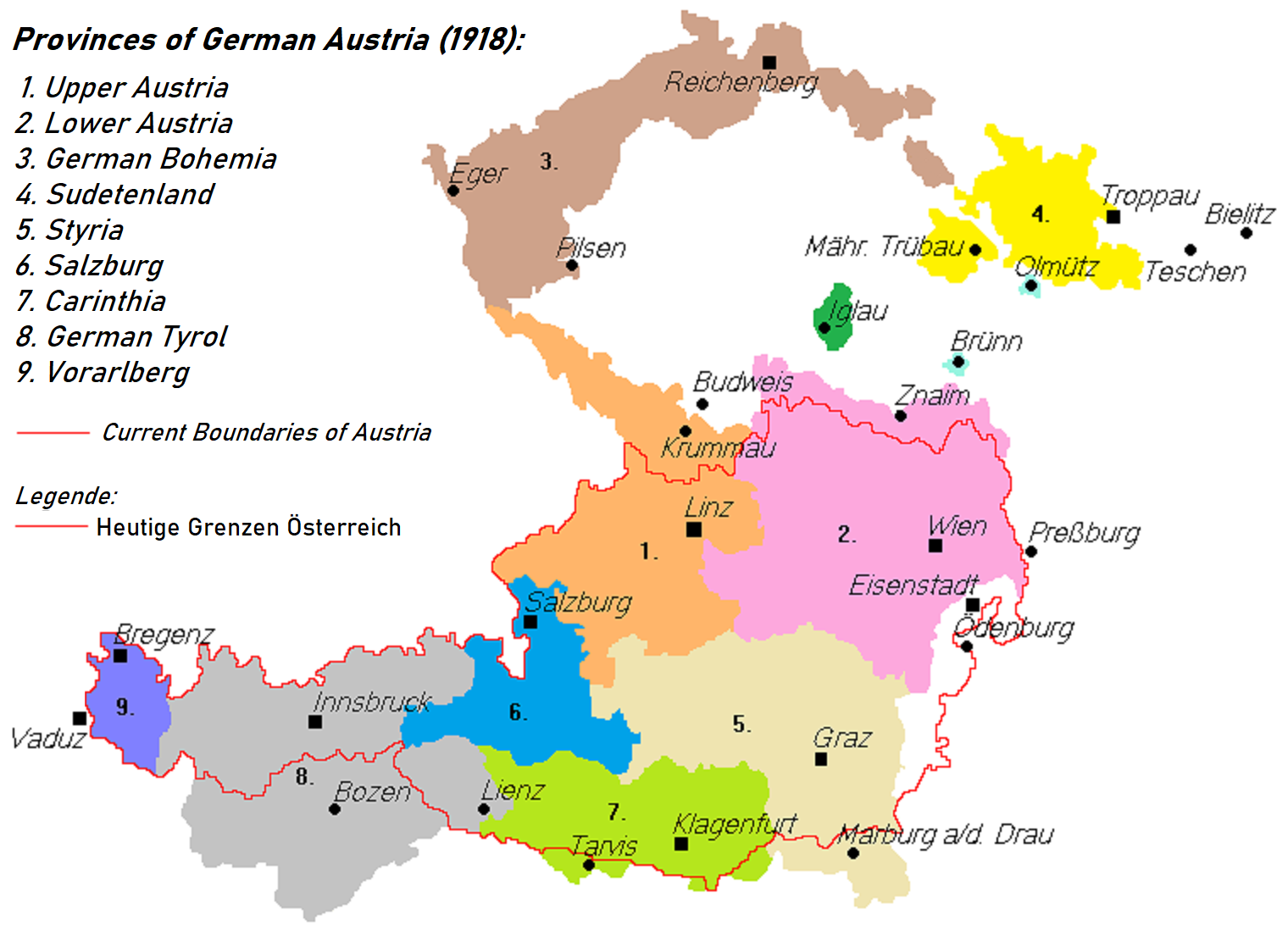
Na mapie Austrii i Czech Niemieckie Czechy zaznaczono na brązowo

Niemieckie Czechy (cz. Německé Čechy, niem. Deutschböhmen) – historyczny region w północno-zachodnich Czechach, który istniał krótko po I wojnie światowej na obszarach zamieszkałych przez mniejszość niemiecką.
28 października 1918 w Pradze proklamowano powstanie niepodległej Czechosłowacji. 11 listopada cesarz austriacki Karol I Habsburg zrzekł się udziału w rządach, dzień później w Wiedniu została proklamowana Republika Niemieckiej Austrii, która obejmowała zamieszkałe przez ludność niemiecką terytoria dawnych Austro-Węgier. Jedną z prowincji miały być Niemieckie Czechy (niem. Provinz Deutschböhmen), ze stolicą w Libercu (niem. Reichenberg). Tutejsi Niemcy obawiali się utraty uprzywilejowanej pozycji, jaką cieszyli się w monarchii austro-węgierskiej, i nie chcieli należeć do powstającego państwa czechosłowackiego. „Wojewodą” (niem. Landeshauptmann, czes. zemský hejtman) już 29 października został austriacki polityk Rafael Pacher. 5 listopada zastąpił go Rudolf Lodgman von Auen. W herbie Niemieckich Czech znajdował się lew czeski z listkiem dębowym w łapach.
W końcu listopada 1918 r. wojska czechosłowackie zaczęły wkraczać na obszar zbuntowanej prowincji. 16 grudnia zajęły Liberec, a 27 grudnia Litoměřice (niem. Leitmeritz). Niemiecki rząd prowincji uciekł przez Drezno do Wiednia.
Lodgmann von Auen jeszcze w 1919 r. brał udział w pertraktacjach przed podpisaniem traktatu pokojowego.
Niemieckie Czechy formalnie przestały istnieć 10 września 1919 roku, po zawarciu traktatu wersalskiego i traktatu w Saint-Germain-en-Laye, które potwierdziły przynależność Niemieckich Czech do Czechosłowacji.